# Marcgraviastrum delpinianum
Marcgraviastrum delpinianum är en tvåhjärtbladig växtart som först beskrevs av Max Carl Ludwig Wittmack och fick sitt nu gällande namn av Gir.-cañas. Marcgraviastrum delpinianum ingår i släktet Marcgraviastrum och familjen Marcgraviaceae. Inga underarter finns listade i Catalogue of Life.